# Igreja de Santa Bárbara (Manadas)

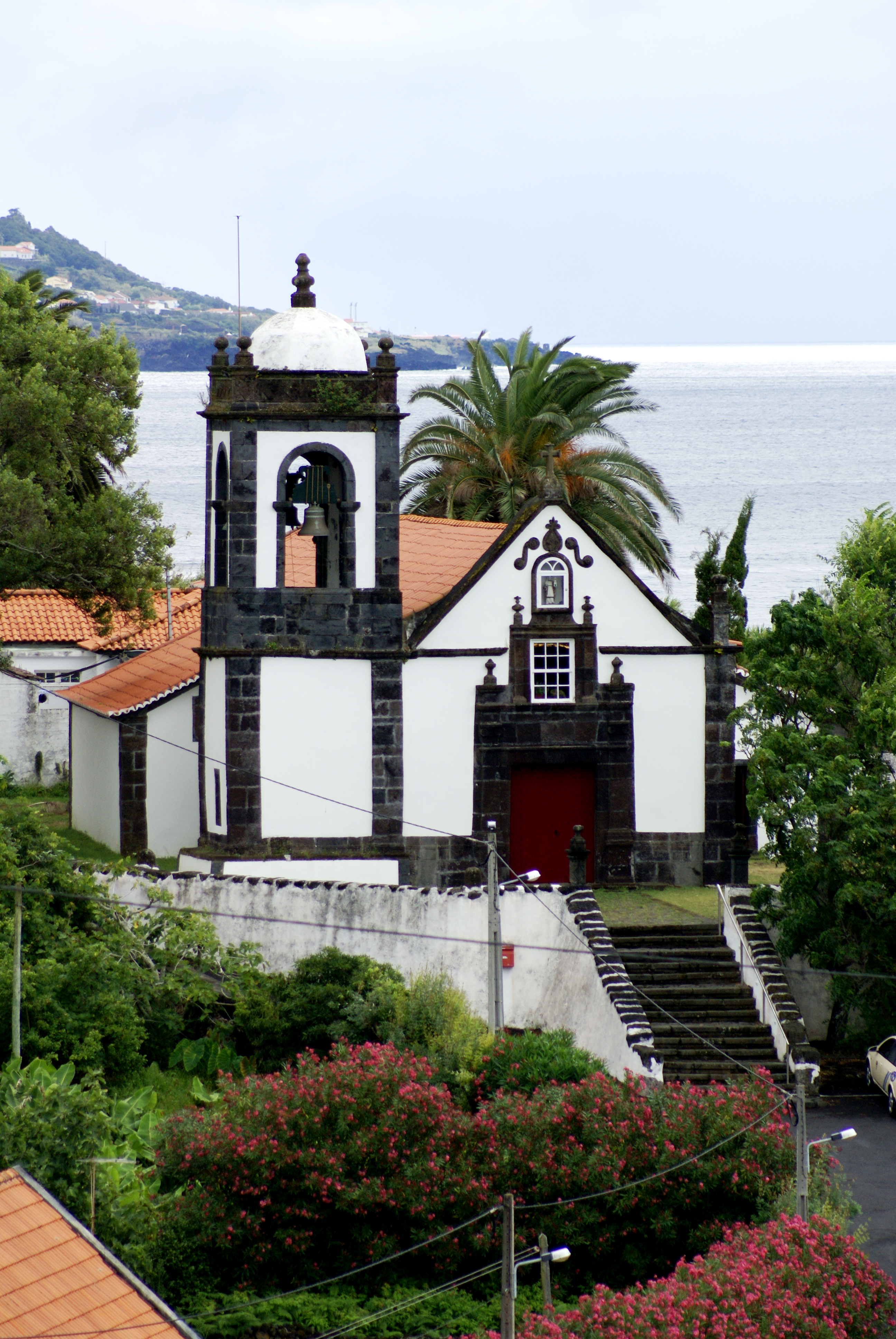
Igreja de Santa Bárbara, Manadas.

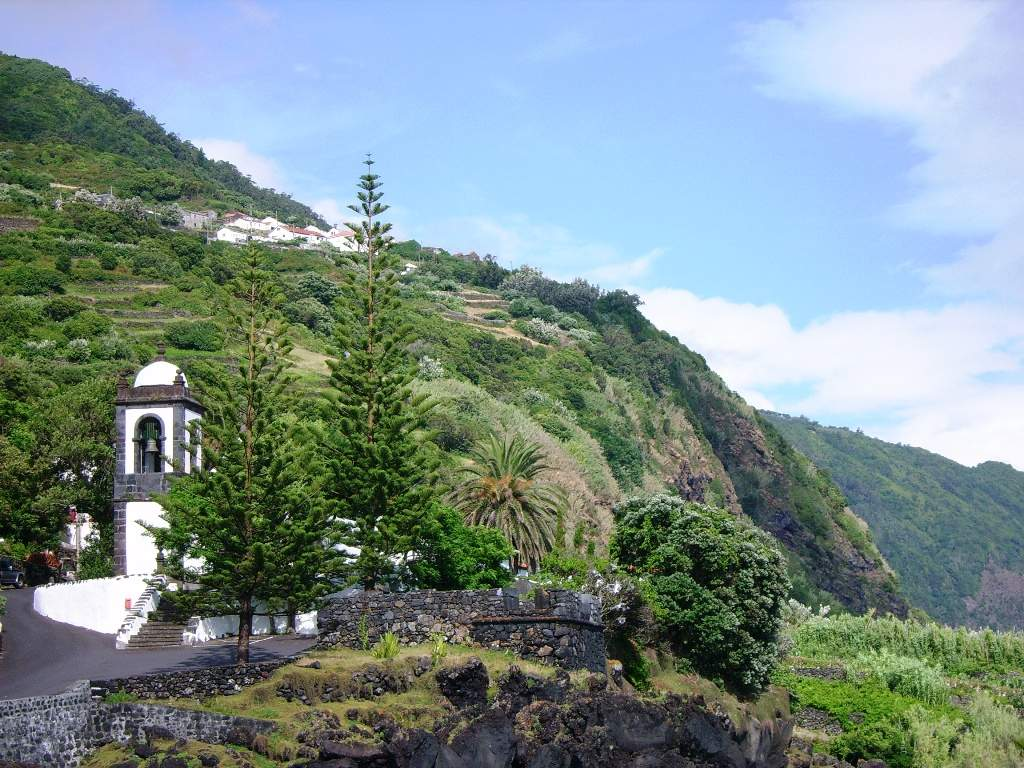
Igreja de Santa Bárbara e parte do Forte das Manadas.

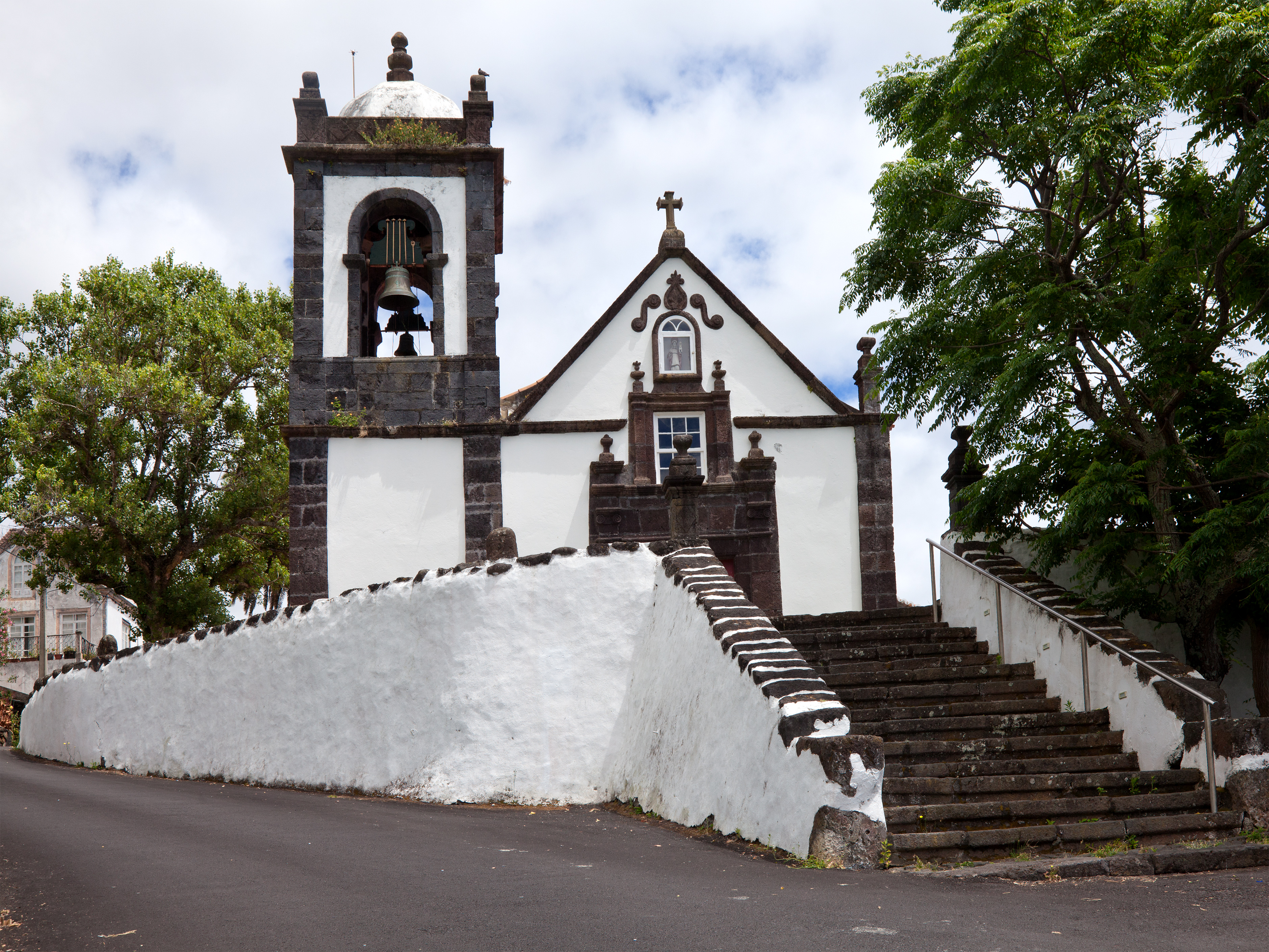
Igreja de Santa Bárbara.

A Igreja de Santa Bárbara localiza-se ao Caminho de Baixo, no lugar e freguesia das Manadas, concelho de Velas, na costa sul da ilha de São Jorge, nos Açores. 
Aberta  a visitas guiadas.

## História
A atual igreja foi erguida em 1770, sobre os restos de um antigo templo no local, também sob a invocação de Santa Bárbara e que remontava a 1485. Dele ainda existem vestígios que, atualmente, se resumem à sacristia.
De acordo com a tradição local, tanto o primitivo templo, quanto o atual foram erguidos com pedra oriunda de uma pedreira que se encontra a alguma distância e daí trazidas pelo Caminho da Pedreira, Caminho da Ermida e Caminho da Igreja até à beira-mar, numa distância respeitável.
O documento mais antigo de que há conhecimento e que se refere à primitiva igreja é uma Carta Régia de Sebastião I de Portugal, passada na vila de Sintra, com data de 30 de junho de 1568. Nela são estabelecidas novas côngruas para os parcos desta igreja, ficando então nesta altura o pároco de Santa Bárbara das Manadas a receber 20 mil réis anuais.
Encontra-se classificada como Imóvel de Interesse Público pelo Decreto n.º 37 728, de 5 de Janeiro de 1950.

## Características
A sua fachada apresenta-se sóbria e sem grandes aparatos arquitectónicos, embora harmoniosa e equilibrada, não deixando antever a arte religiosa que existe no seu interior.
Esta igreja apresenta-se dotada de uma única torre de forma quadrangular e rematada em cúpula, onde se encontram três sinos. A fachada principal encontra-se voltada a Oeste e está ornamentada com uma decoração de pedra basáltica de cor preta à volta da porta principal e da janela de coro sobre a qual foi colocado um nicho onde se encontra imagem da Padroeira: Santa Bárbara.
No interior da igreja foi colocada talha dourada, quadros pintados sobre madeira e seis painéis de azulejos setecentistas que retratam a vida de Santa Bárbara.
No interior, uma nave de paredes brancas encontra-se decorada com pinturas sobre madeira, cujos temas são: "O Domingo de Ramos" e o "O Lava-pés" que estão situadas no lado do Evangelho, entre as grades em madeira torneada do coro e do púlpito, existe uma obra de talha decorada com folhas de Acanto elaborada em tons azuis e rosa.
Na parede em frente desta encontra-se a única janela desta nave onde também se encontram várias pinturas, que desta sorte são: "A Fuga para o Egipto" a "Santa Ana e a Virgem" e também uma pintura de "São Joaquim".
No Transepto, e já sobre a porta da sacristia, na parte Norte, encontra-se um retrato de Santo Inácio de Loyola que segundo afirmam os estudiosos tem o rosto do pintor italiano que esteve encarregado da decoração da Arte Barroca desta igreja. Em frente a esta pintura encontra-se um quadro que representa São Francisco de Borja com uma oração implorando protecção contra a fome e a guerra.
Sobre o lado do Evangelho, encontra-se um altar dedicado a 
São Miguel, trata-se de um retábulo pintado sobre tela com 2 imagens, uma de Santo Amaro e outra de Santa Luzia, que segundo os especialistas são obras do artista conhecido simplesmente por Mestre de São Jorge.
O altar dedicado a Nossa Senhora da Conceição, Padroeira de Portugal; é dotado de um Sacrário onde se encontram anjos esculpidos e uma curiosa decoração de figuras humanas trajadas de verde e vermelho.
No retábulo encontra-se esculpido em madeira um pelicano dando comida aos filhos. Esta ave curiosa, segundo a lenda, alimentava a sua prole com a carne que arrancava do próprio peito e por isso a tradição Cristã a adoptou como símbolo da Eucaristia.
A Concha de Vieira, ligada à simbologia mítica de passado encontra-se presente em toda a decoração da igreja. Esta Concha acompanhou como bandeira de Peregrinações, Cruzadas e Descobrimentos. Representa o símbolo da procura do Caminho, da Esperança de chegar ao Paraíso divino.
O Altar dedicado a Nossa Senhora do Carmo, que se encontra colocado do lado da Epístola, tem uma imagem parece ser a mais antiga desta Igreja. Esta imagem existiu num antiga Confraria do Carmo, e segundo os especialistas é a mais bela e preciosa obra de arte do templo.
O altar dedicado à invocação do Senhor Jesus dos Aflitos, apresenta-se com uma imagem crucificada que acompanhou o povo por todos os caminhos e atalhos desta Freguesia durante o tempo que decorreu a crise sísmica que aconteceu em Fevereiro de 1964. Durante este acontecimento o pároco da altura, o padre Francisco da Terra Faria, aconselhou à população que se encontrava reunida à volta desta Igreja de Santa Bárbara, a implorar a misericórdia de Deus. Assim deu-se início a uma procissão com esta imagem que perdurou. Durante todo o tempo que durou os tremores de terra, o povo com a terra a tremer dia e noite debaixo dos seus pés, ia todas as tardes com o Senhor Jesus dos Aflitos em procissão de preces. Com o terminar da procissão voltavam para suas casas tranquilos apesar do cansaço da recitação em voz alta das orações.
Como os tremores de terra pararam que se desse qualquer erupção vulcânica, o povo em sinal de gratidão à Divindade dotou a cruz do Senhor com decorações de prata e a imagem passou a ter pregos e Coroa de Espinhos também de prata. Encontram-se ainda esculpidas em relevo, no retábulo do altar, as figuras da Virgem e do Apóstolo São João, aos pés da Cruz. Este sacrifício que aqui se encontra tem na porta a figura do Cristo Ressuscitado.
As Armas de Portugal e a antiga Coroa Real encontram-se sobre o Arco da Capela encaixadas sobre o monograma Jesuítico IHS, e apresentam um rechonchudo querubim de cada lado. Este local encontra-se fechado por grades elaboradas em madeira torneada que ali foram colocadas após a visita de Jorge da Silveira Souto Mayor, que foi beneficiado e confirmado na Igreja Matriz de Nossa Senhora do Rosário da Vila do Topo.
Durante esta visita Jorge da Silveira Souto Mayor deixou ordem para que “… as lâmpadas dos altares de Nossa Senhora da Conceição e do Senhor Jesus estejam de agora em diante acesas e no Arco da capela-mor sejam colocadas grades bem feitas para que ninguém aí entre sem que seja necessário”. Esta informação encontra-se na primeira página do “Livro das Visitações”, antigo manuscrito cuja data recua 15 de Abril de 1751 e que se encontrava perdido mas que foi encontrado no mês de Junho de 1983 pelos Jovens Naturalistas durante uma limpeza que estes efectuavam aos documentos da Igreja.
Colocado sobre as grades do transepto e por ordem de Amaro Pereira de Lemos, que foi Vigário da paróquia de Santo Amaro, encontram-se dois confessionários que ali foram posto no dia 21 de Abril de 1825.
O tecto da nave é totalmente feito em madeira de cedro-do-mato, como também toda a restante decoração. Este facto, e dado que o cedro-do-mato é uma árvore cuja resina é muito carregada de odor, faz que dentro desta Igreja o ambiente se encontre repleto do perfume suave desta árvore característica das floresta da Laurisilva típica da Macaronésia.
Entre as várias pinturas decorativas que se encontram neste igreja destacam-se três medalhões, esculpidos em relevo, que representam a padroeira Santa Bárbara, o Espírito Santo neste caso representado na forma de uma Pomba Branca e São Jorge a cavalo matando um dragão. Dragão este que é o símbolo da ilha de São Jorge e que valeu a esta ilha o Cognome de ilha do Dragão.
O tecto da Capela-Mor desta igreja está coberto por três filas de quadros pintados sobre madeira com a representação dos Mistérios do Rosário. Esta pinturas tinham ali sido colocados antes do grande terramoto que aconteceu no dia 9 de Julho do ano de 1757 e que destruiu quase todas as Igrejas da ilha sem, no entanto causar grande estragos a esta Igreja de Santa Bárbara.
Ainda na Capela-Mor as paredes encontram-se revestidas, na sua parte inferior com 6 painéis elaborados em azulejos azuis e brancos, azulejos estes que representam a vida e a morte da padroeira Santa Bárbara. Os azulejos contam a História de Santa Bárbara, jovem nascida na Nicomédia, hoje Izmit, na Turquia, junto das margens do Mar de Mármara, isto nos fins do século III da Era Cristã. Esta jovem era a filha única de um rico e nobre habitante desta cidade do Império Romano chamado Dióscoro.
Num nicho que se encontra do lado da Epístola há uma imagem de Nossa Senhora das Lágrimas, a única com vestimentas de tecido: Apresenta-se composta por uma vestimenta de cor roxa e um manto de cor azul. Esta imagem é um busto elaborado em madeira com os braços articulados, facto que permite vestir a imagem colocada que se encontra colocada sobre uma armação feita em madeira. O actual busto de Nossa Senhora das Lágrimas em exposição na igreja não é o mais antigo existente neste templo, uma vez que o mesmos jovens naturalistas que no Verão de 1985 fizeram uma limpeza na documentação da igreja encontraram, um outro busto bem mais antigo, num quarto de arrumação deste templo.
Encontra-se na parte de cima das paredes várias pinturas feitas sobre tela que representam os Quatro Evangelistas, a Ressurreição de Cristo, a Assunção da Virgem Maria, a Instituição da eucaristia e o Nascimento do Menino Jesus. Esta última pintura em parte destruída por pedras que caíram da parede do lado Sul durante o terramoto de 1 de Janeiro de 1980.
Retirada do local foi restaurada debaixo da orientação de Emanuel Félix Lopes da Silva, poeta açoriano e técnico do Centro de Restauro de Arte do Museu de Angra do Heroísmo.
O terramoto referido além dos estragos que fez na pintura do Nascimento do menino Jesus, ainda causou danos na Lampadário de prata da igreja que por ordem do então Presidente da Junta de Freguesia, Amaro Ferreira da Silva, foi enviada ao continente português para restauro.
Este lampadário de prata é uma peça de arte que foi o resultado de uma ordem dada em 28 de Setembro de 1798 pelo vigário António Machado Pereira, que na altura era vigário da Matriz de Velas a Igreja de São Pedro. Nela encontra-se escrito: “seja reformada a lâmpada da capela-mor obra muito antiga mas com prata bastante para que se faça mais peso ajuntando-lhe as 6 libras e 7 oitavas que pesam as moedas de prata que ficam na arca de três chaves”.
A Capela-Mor tinha no início da construção desta igreja duas janelas que na pratica eram duas estreitas frestas estilo medieval e que foram alargadas depois de uma visita feita a esta igreja pelo Cónego Serpa no dia 23 de Julho de 1792, de forma a permitir uma maior entrada de luz.
Encontra-se um retábulo por detrás do Altar-Mor, lavrado a azul e ouro com a imagem da Padroeira da igreja, Santa Bárbara, tendo de um lado São Pedro, do lado do evangelho e São Sebastião do lado da Epístola.
Mais duas imagens, uma de Nossa Senhora de Rosário e outra de Nossa Senhora das Dores, também se encontram nesta Capela.
Em tempos idos existiram nesta capela Confrarias dedicadas a estas imagens, sendo que os estatutos da primeira confraria datam de 1780.
De ambos os lado do Altar-mor e a fazer-lhe guarda, uma vez que aqui foi feito o sepulcro para a imagem de Senhor Morto, estão águias douradas esculpidas em alto relevo. A rainha das aves simboliza a vitória da Fé Cristã contra todas as perseguições.
O Sacrário encontra-se folheado a ouro, tal como uma parte substancial da restante decoração. Tem uma fechadura e dobradiças feitas em prata. Dada a sua postura e para quem entra na igreja dá a impressão que o edifício foi concebido de modo a que a atenção seja logo colocada sobre este Sacrário. Sobre a porta central do mesmo encontra-se um coração esculpido.
Nas tardes do solstício de Verão, e aquando do Sol se encontra sobre o Poente, descendo pelo lado Norte e sobre a ilha do Faial, os raios de luz entram pela janela do coro e vão incidir sobre este coração esculpido. Com o refulgir da luz sobre o metal todo o templo fica iluminado por uma única luz, luz essa que irradia do coração do Sacrário.
O atual altar voltado para a Assembleia foi mandado levantar no Verão de 1984 e feito pelos artesãos da Fundação Ricardo do Espírito Santo, de Lisboa, que tinham estado neste templo no ano de 1982, chefiados pelo Mestre entalhador Manuel Abrantes Nunes, para procederem ao restauro da decoração em madeira.
Foi ainda graças a estes trabalhos de restauro que se reuniu os bocados de madeira do órgão, da autoria de Sebastião Gomes de Lemos e que remonta a 1851. A balaustrada do coreto é da autoria dos marceneiros Manuel da Cunha Leite e Mariano da Silva Brasil de Borba, natural este desta freguesia das Manadas e que celebrou a sua Missa Nova na Ermida de Santo Cristo da Fajã das Almas, no dia de Nossa Senhora de Lourdes do ano de 1889.
Existe ainda outra peça de arte nesta igreja que é uma mesa onde se encontram gravados os símbolos do martírio de Santa Bárbara. Trata-se de um trabalho feito em embutidos de madeira de diferentes cores cuja data remonta ao ano de 1799.
A completar as obras de arte que nesta igreja se encontram existe um armário que foi embutido na parede e dois arquibancos a completar o mobiliário da sacristia principal.
A sacristia do lado Sul da igreja dá passagem ao Púlpito, ao Coro e também à Sineira. Estão ainda nesta capela várias imagens adquiridas neste século, que são: São José, São Pedro, São Sebastião, São Jorge e Santo Antão, o Sagrado Coração de Jesus, Nossa Senhora da Conceição, Nossa Senhora de Fátima, Santa Bárbara, Santa Teresinha.

## Horários
Horário de verão (1 de abril a 30 de setembro)
Terça a sábado: 10h00 - 18h00 
Domingo: 14h00 - 18h00
Feriados: 10h00 - 18h00

Encerramento à segunda-feira.